# Cacia milagrosae
Cacia milagrosae là một loài bọ cánh cứng trong họ Cerambycidae.